# Psychoda pseudocompar
Psychoda pseudocompar är en tvåvingeart som beskrevs av Tonnoir 1929. Psychoda pseudocompar ingår i släktet Psychoda och familjen fjärilsmyggor. Inga underarter finns listade i Catalogue of Life.